# غثيان
الغثيان هو إحساس بالضيق وعدم الراحة في الجزء العلوي من المعدة مع رغبة غير إرادية في التقيؤ. غالبًا يتبع الغثيان بالتقيؤ، ولكن يمكن أحيانًا أن يحدث الغثيان دون تقيؤ. يصبح الغثيان من الأعراض المنهكة إذا استمر لفترات طويلة.
الغثيان هو من الأعراض غير المحددة، وهو ما يعني أن له العديد من الأسباب المحتملة. بعض الأسباب الشائعة للغثيان تشمل دوار الحركة، والدوخة، والصداع النصفي، والإغماء، وانخفاض السكر في الدم، والتهاب المعدة والأمعاء (عدوى المعدة) أو التسمم الغذائي. الغثيان هو أحد الآثار الجانبية للعديد من الأدوية بما في ذلك العلاج الكيميائي أو غثيان الصباح في مرحلة مبكرة من الحمل. الغثيان قد يكون سببه القلق، أو الاشمئزاز، أو الاكتئاب.
الأدوية المستخدمة لمنع وعلاج الغثيان تسمى مضادات القيء، ومن أكثرها شيوعاً البروميثازين، والميتوكلوبراميد، والأُوندانسيترون. إن أصل كلمة غثيان باللغة الإنجليزية nausea هي الكلمة اللاتينية nausea، والتي جاءت من اليونانية ναυσία - nausia ، "ναυτία" - nautia، بمعنى دوار الحركة، أي «الشعور بالغثيان».

## الأسباب
تعتبر التهابات الجهاز الهضمي (37%) والتسمم الغذائي أكثر الأسباب شيوعًا للغثيان الحاد والتقيؤ. ومن الأسباب الأخرى الشائعة هي الآثار الجانبية للأدوية (3%) والحمل. أما الغثيان المزمن فأسبابه كثيرة. تبقى 10% من حالات الغثيان والتقيؤ بدون تشخيص، مع معدلات حدوث تقارب 6% في الأطفال وأكثر من 16% في الأشخاص الذين تتجاوز أعمارهم أكثر من 65 عامًا.

### الأسباب المتعلقة بالمعدة والأمعاء
تعتبر العدوى المعدية المعوية واحدة من الأسباب الأكثر شيوعًا للغثيان والقيء الحاد. قد يكون الغثيان المزمن عرضًا للعديد من الاضطرابات المعدية المعوية، وأحيانًا كعرض رئيسي، مثل مرض الجزر المعدي المريئي، وعسر الهضم الوظيفي، وشلل المعدة، والقرحة الهضمية، والداء البطني، والتحسس الغلوتيني اللابطني، ومرض كرون، والتهاب الكبد الوبائي، والأورام الخبيثة في الجهاز الهضمي العلوي، وسرطان البنكرياس. لا تسبب العدوى بالبكتيريا الملوية البوابية بالغثيان المزمن.

### التسمم الغذائي
عادة ما يتسبب التسمم الغذائي في ظهور مفاجئ للغثيان والقيء لمدة تتراوح بين ساعة وست ساعات بعد تناول الطعام الملوث ويستمر لمدة يوم أو يومين. ويرجع ذلك إلى السموم التي تنتجها البكتيريا في الطعام.

### الأدوية
يمكن للعديد من الأدوية أن تسبب الغثيان. من أكثر الأدوية المصحوبة بالغثيان، أنظمة العلاج الكيميائي السامة للخلايا السرطانية والأمراض الأخرى، وأدوية التخدير العامة.

### الحمل
إنّ الغثيان أو «غثيان الصباح» شائعان خلال فترة الحمل المبكرة ولكن قد يستمران أحيانًا في الثلث الثاني والثالث من الحمل. في الثلث الأول من الحمل، يعاني ما يقرب من 80٪ من النساء من درجة من الغثيان. ولذلك ينبغي اعتبار الحمل أحد الأسباب المحتملة للغثيان لدى أي امرأة في سن الإنجاب. في حين أنه عادة ما يكون خفيفًا وذاتي التحكم، فإن الحالات الشديدة المعروفة باسم القيء المفرط الحملي قد تتطلب العلاج.

### اختلال التوازن
يمكن أن يؤدي عدد من الحالات التي تمس التوازن مثل دوار الحركة، والدوار إلى الغثيان والقيء.

### أسباب نفسي
قد يحدث الغثيان بسبب الاكتئاب، واضطرابات القلق، واضطرابات الأكل.

### أسباب محتملة الخطورة
في حين أن معظم أسباب الغثيان ليست خطيرة، ترتبط بعض الحالات الخطيرة بالغثيان. وتشمل هذه: التهاب البنكرياس، انسداد الأمعاء الدقيقة، التهاب الزائدة الدودية، التهاب المرارة، التهاب الكبد، والنوبة الأديسونية، والحماض الكيتوني السكري، وزيادة الضغط داخل الجمجمة، وأورام الدماغ، والتهاب السحايا، والنوبة القلبية، والتسمم بأول أكسيد الكربون وغيرها الكثير.

### قائمة شاملة

#### داخل البطن
اضطرابات انسدادية
- انسداد البواب
- انسداد الأمعاء الدقيقة
- انسداد القولون
- متلازمة الشريان المساريقي العلوي

العدوى المعوية
- عدوى فيروسية
- عدوى بكتيرية

أمراض التهابية
- الداء البطني
- التهاب المرارة
- التهاب البنكرياس
- التهاب الزائدة الدودية
- التهاب الكبد

اعتلال وظيفي حسي حركي
- شلل المعدة
- انسداد معوي كاذب
- الجزر المِعَدي المريئي
- متلازمة القولون المتهيج
- الغثيان المزمن مجهول السبب
- تقيؤ وظيفي
- متلازمة التقيؤ الدوري

أخرى
- الاعتلال المعوي الغلوتيني
- المغص المراري
- تعرض البطن للإشعاع[15]

### خارج البطن
أسباب قلبية رئوية
- اعتلال عضلة القلب
- النوبة القلبية

أمراض الأذن الداخلية
- دوار الحركة
- التهاب الأذن الداخلية
- الخباثة

أمراض داخل المخ
- الخباثة
- النزف
- الخُراج
- استسقاء الرأس
- التهاب السحايا
- التهاب الدماغ

أمراض نفسية
- النُهام العصبي وفقدان الشهية العصبي
- الاكتئاب

أخرى
- التقيؤ التالي للجراحة[15]

### الأدوية والاضطرابات الأيضية
الأدوية
- العلاج الكيميائي
- المضاد الحيوي
- مضاد اضطراب النظم
- الديجوكسين
- خافضات سكر الدم
- حبوب منع الحمل

الأمراض الأيضية/أمراض الغدد الصماء
- الحمل
- تبولن الدم
- أمراض الغدة الدرقية والجار درقية
- قصور الكظر

السموم
- فشل الكبد
- معاقرة الكحول

## النهج التشخيصي

### التاريخ المرضي للمريض
قد يؤدي اكتشاف تاريخ شامل للمريض إلى كشف أدلة مهمة على سبب الغثيان والقيء. إذا كانت أعراض المريض تظهر بشكل حاد، فمن المرجح أن الأسباب هي الأدوية والسموم والعدوى. في المقابل، سوف يشير تاريخ طويل من الغثيان إلى مرض مزمن كسبب. توقيت الغثيان والقيء بعد تناول الطعام هو عامل مهم يجب الانتباه إليه. قد تشير الأعراض التي تحدث خلال ساعة من تناول الطعام إلى انسداد قريب للأمعاء الدقيقة، مثل شلل المعدة أو تضيق البواب. سيتسبب انسداد إضافي في الأمعاء أو القولون في تأخر القيء. قد يستمر الغثيان والقيء الناتج من عدوى مثل التهاب المعدة والأمعاء عدة ساعات إلى أيام بعد تناول الطعام. محتويات القيء هو مفتاح مهم في تحديد السبب. تشير أجزاء من البراز في القيء إلى انسداد في الأمعاء البعيدة أو القولون. يميّز الإقياء ذو الطبيعة المريّرة (الأخضر في اللون) بعرقلة إلى نقطة ما بعد المعدة. يشير التقيؤ للأطعمة غير المهضومة إلى انسداد قبل منفذ المعدة، مثل تعذر الارتخاء المريئي
أو رتج زنكر. إذا شعر المريض بنقصان حدة آلام البطن بعد التقيؤ، فعندئذ يكون الانسداد أحد المسببات المحتملة. ومع ذلك، فإن القيء لا يخفف الألم الناتج عن التهاب البنكرياس أو التهاب المرارة.

### الفحص الجسمي
من المهم الانتباه إلى علامات التجفاف، مثل انخفاض ضغط الدم الانتصابي وفقدان امتلاء الجلد. يمكن للتسمع على البطن أن يظهر العديد من القرائن على سبب الغثيان والقيء. يشير صوت الطنين عالي النبرة إلى وجود انسداد في الأمعاء، في حين أن الصوت المشابه لضخ الماء بالرشاش «صوت تلاطمي» هو أكثر دلالة على انسداد مخرج المعدة. قد يشير الألم الباكر في الفحص البطني عند الضغط على المريض إلى حدوث عملية التهابية. تضير علامات مثل وذمة حليمة العصب البصري، وفقدان المجال البصري، أو العجز العصبي المركزي لارتفاع الضغط داخل الجمجمة.

### اختبارات تشخيصية
عندما لا يكون التاريخ والفحص البدني كافيين لتحديد سبب الغثيان والقيء، قد تكون بعض الاختبارات التشخيصية مفيدة. قد تكون تحاليل الأيض (التمثيل الغذائي) الأساسية مفيدة في الاضطرابات الكهرلية والأيضية. تحدد اختبارات وظائف الكبد والليباز أمراض البنكرياس. تشير الأشعة السينية للبطن التي تظهر مستويات السائل - الهواء إلى انسداد الأمعاء، في حين أن الأشعة السينية التي تظهر حلقات الأمعاء المليئة بالهواء أكثر دلالة على وجود انسداد معوي. قد يكون من الضروري إجراء عمليات تصوير وإجراءات أكثر تقدمًا، مثل التصوير المقطعي، أو التنظير العلوي، أو تنظير القولون، أو حقنة الباريوم، أو التصوير بالرنين المغناطيسي. يمكن تقييم حركة الجهاز الهضمي غير الطبيعية باستخدام اختبارات محددة مثل التصوير الومضي للمعدة، والكبسولات المتحركة اللاسلكية، وقياس الضغط الأمعاء الدقيقة.

## الفيزيولوجيا المرضية
اعتمد الأبحاث في الغثيان والقيء على استخدام النماذج الحيوانية لمحاكاة خصائص التشريح والجهاز العصبي للجسم البشري. إنّ الآلية الفسيولوجية للغثيان عملية معقدة لم يتم توضيحها بالكامل بعد. هناك أربعة مسارات عامة يتم تنشيطها بواسطة محفزات محددة في جسم الإنسان والتي تعمل على خلق إحساس بالغثيان والقيء.
- الجهاز العصبي المركزي (CNS): يمكن أن تؤثر المنبهات على مناطق الجهاز العصبي المركزي بما في ذلك القشرة المخية والجهاز الحوفي. يتم تنشيط هذه المناطق عن طريق ارتفاع الضغط داخل الجمجمة، وتهيج السحايا (أي عبر الدم أو العدوى)، والمشاعر العاطفية الحادة مثل القلق.
- المستقبل الكيميائي في منطقة الزناد (CTZ): يقع CTZ في منطقة الباحة المنخفضة في أرضية البطين الرابع داخل الدماغ. هذه المنطقة خارج الحاجز الدموي الدماغي، وبالتالي فهي تتعرض بسهولة للمواد التي تدور في الدم والسائل النخاعي الدماغي. تشمل المحفزات الشائعة لـ CTZ الاضطرابات الأيضية، والسموم، والأدوية. يتم تفعيل CTZ باستخدام مستقبلات الدوبامين (D2)، ومستقبلات السيروتونين (5HT3)، ومستقبلات النيوروكينين (NK1).
- الجهاز الدهليزي: يتم تنشيط هذا الجهاز عن طريق اضطرابات في الجهاز الدهليزي في الأذن الداخلية. وتشمل هذه الحركات التي تسبب دوار الحركة والدوخة. يتم تفعيل هذا المسار عبر مستقبلات الهيستامين (H1) ومستقبلات الأستيل كولين (ACh).
- المسارات الطرفية: يتم تشغيل هذه المسارات عبر المستقبلات الكيميائية والمستقبلات الميكانيكية في الجهاز الهضمي، وكذلك الأعضاء الأخرى مثل القلب والكليتين. وتشمل المنشطات الشائعة لهذه المسارات السموم الموجودة في تجويف المعدة والأمعاء وانتفاخ التجويف الهضمي من انسداد أو خلل في الأمعاء. تنتقل الإشارات من هذه المسارات عبر العديد من المسالك العصبية بما في ذلك العصب المبهم، والعصب البلعومي اللساني، والأعصاب الحشوية، والأعصاب الودية.

ثم تنتقل الإشارات من أي من هذه المسارات إلى جذع الدماغ، لتنشيط العديد من الأجزاء بما في ذلك نواة السبيل المُفرد، والنواة المبهمة الظهرانية، ومولدات النماذج المركزية. تستمر هذه الأجزاء في الإشارة إلى مختلف الآثار الجانبية للغثيان والقيء. تستجيب العضلات الحركية للجسم بإيقاف عضلات الجهاز الهضمي، وتسبب في الواقع في عكس اتجاه محتويات المعدة تجاه الفم مع زيادة انكماش عضلات البطن. تتضمن التأثيرات التلقائية زيادة إفراز اللعاب والإحساس بالإغماء الذي يحدث غالبًا مع الغثيان والقيء.

## العلاج
إذا كان التجفاف موجودًا بسبب فقدان السوائل الناتج عن التقيؤ الشديد، يُفضل تعويض السوائل (الإمهاء) باستخدام المحاليل الكهرلية عن طريق الفم. إذا لم يكن هذا فعالًا أو ممكنًا، قد تكون هناك حاجة للإمهاء عن طريق الوريد. يوصى بالرعاية الطبية إذا: كان الشخص لا يستطيع الاحتفاظ بأي سوائل بالأسفل، أو لديه أعراض تستمر لأكثر من يومين، أو ضعيف، أو لديه حمى، أو ألم في المعدة، أو تقيؤ أكثر من مرتين في اليوم، أو لا يتبول لأكثر من 8 ساعات.

### الأدوية
تتوفر العديد من الأدوية لعلاج الغثيان. لا يوجد دواء متفوق بشكل واضح على الأدوية الأخرى لجميع حالات الغثيان. قد يستند اختيار الدواء المضاد للقيء على الحالة التي يعاني فيها الشخص من الغثيان. بالنسبة للأشخاص الذين يعانون من دوار الحركة والدوار، فإن مضادات الهيستامين ومضادات الكولين مثل الميكلوزين والسكوبولامين فعالة بشكل خاص. يستجيب الغثيان والقيء المصاحبان للصداع النصفي بشكل أفضل لمضادات الدوبامين مثل ميتوكلوبراميد، بروكلوربيرازين، وكلوربرومازين. في حالات التهاب المعدة والأمعاء، تم العثور على مضادات السيروتونين مثل أوندانسيترون لقمع الغثيان والقيء، وكذلك الحد من الحاجة إلى استخدام السوائل الوريدية. إنّ مزيج من البيريدوكسين والدوكسيلامين خط العلاج الأول للغثيان والقيء المرتبطان بالحمل. ديمينهيدرينات هو دواء غير مكلف ومتاح بدون وصفة للوقاية من الغثيان والقيء بعد الجراحة. هناك عوامل أخرى يجب أخذها في الاعتبار عند اختيار أحد الأدوية المضادة للقئ وتشمل تفضيل الشخص، وملفه الجانبي، والتكلفة.

### الطب البديل
في بعض الأشخاص، قد يكون الكانابينويد فعال في الحد من الغثيان والقيء المصاحبين للعلاج الكيميائي. أظهرت العديد من دراسات الآثار العلاجية للكانابينويد على الغثيان والقيء في المراحل المتقدمة من الأمراض مثل السرطان والإيدز.
في المستشفيات، لا يتم وصف العلاجات الموضعية المضادة للغثيان بسبب نقص الأبحاث التي تدعم فاعليتها. في بعض الأحيان، يستخدم الجل الموضعي الذي يحتوي على لورازيبام، وديفينهيدرامين، وهالوبيريدول للغثيان ولكنها لا تعادل علاجات أكثر رسوخًا.
كما ثبت أن الزنجبيل فعال في علاج أنواع عديدة من الغثيان.
أدلة مبدئية تدعم الوخز بالإبر عند نقطة التامور (PC6).

## المآل
يعتمد المآل على السبب. يتعافى معظم الناس في غضون ساعات قليلة أو في ذات اليوم. في حين أن الغثيان والقيء على المدى القصير يكونان غير مؤذيين بشكل عام، إلا أنهما قد تشيران في بعض الأحيان إلى حالة أكثر خطورة. عندما ترتبط الحالة بالتقيؤ المستمر، قد يؤدي ذلك إلى التجفاف أو اختلال توازن الكهرل أو كلاهما. يمكن أن يسبب القيء المتعمد المتكرر، وهو أحد خصائص النهام العصبي، تآكل مينا الأسنان بفعل حمض المعدة.

## وبائيات
الغثيان و/أو القيء هو الشكوى الرئيسية في 1.6% من الزيارات لأطباء الأسرة في أستراليا. ومع ذلك، فإن 25٪ فقط من الأشخاص المصابين بالغثيان يزورون طبيب العائلة. في أستراليا، يحدث الغثيان، على عكس التقيؤ، بشكل متكرر في الأشخاص الذين تتراوح أعمارهم بين 15-24 سنة، وهو أقل شيوعًا في الفئات العمرية الأخرى.